# Liste der denkmalgeschützten Objekte in Senftenbach
Die Liste der denkmalgeschützten Objekte in Senftenbach enthält die denkmalgeschützten, unbeweglichen Objekte der Gemeinde Senftenbach in Oberösterreich (Bezirk Ried im Innkreis).

## Denkmäler
| Foto |                 | Denkmal                                                                                | Standort                                      | Beschreibung | Metadaten |
| ---- | --------------- | -------------------------------------------------------------------------------------- | --------------------------------------------- | --- | --- |
| ja   | Datei hochladen | Kalvarienbergkapelle und Kreuzwegstationen St. Ulrich HERIS-ID: 47058 Objekt-ID: 49585 | St. Ulrich 60, in der Nähe Standort KG: Furth | | BDA-Hist.: Q38025412 Status: Bescheid Stand der BDA-Liste: 2025-06-30 Name: Kalvarienbergkapelle und Kreuzwegstationen St. Ulrich GstNr.: 77, 4, 18, 29/2, 29/3 Calvary St. Ulrich, Furth |
| ja   | Datei hochladen | Kath. Pfarrkirche Hl. Kreuz HERIS-ID: 38530 Objekt-ID: 38112                           | Berg Standort KG: Berg                        | Eine spätgotische Kirche mit einem einschiffigen, dreijochigen Langhaus, einem leicht eingezogenen einjochigen Chor und einem Turm im südlichen Chorwinkel. Ende des 19. Jahrhunderts wurde südseitig ein dreijochiges Seitenschiff angebaut. Die Einrichtung (Hoch- und Seitenaltäre) ist neugotisch. | BDA-Hist.: Q23541877 Status: § 2a Stand der BDA-Liste: 2025-06-30 Name: Kath. Pfarrkirche Hl. Kreuz GstNr.: 209 Holy Cross Church (Senftenbach)                                           |